# Wallace (Carolina do Norte)
Wallace é uma cidade  localizada no estado norte-americano de Carolina do Norte, no Condado de Duplin e Condado de Pender.

## Demografia
Segundo o censo norte-americano de 2000, a sua população era de 3344 habitantes.
Em 2006, foi estimada uma população de 3574, um aumento de 230 (6.9%).

## Geografia
De acordo com o United States Census Bureau tem uma área de 6,7 km², dos quais 6,7 km² cobertos por terra e 0,0 km² cobertos por água.

## Localidades na vizinhança
O diagrama seguinte representa as localidades num raio de 20 km ao redor de Wallace.